# Révolution kirghize de 2010

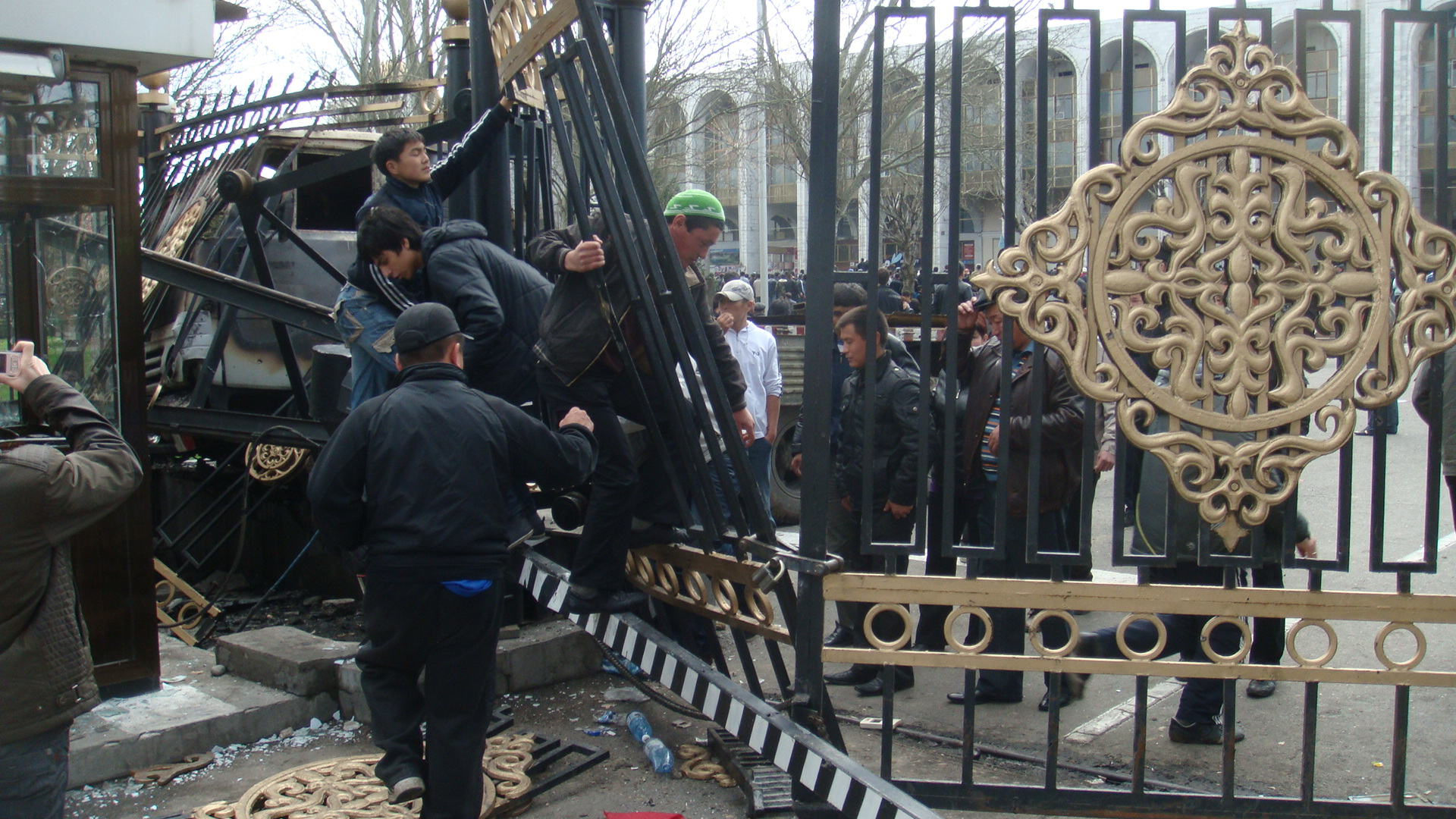
Des manifestants kirghizes entrant sur la pelouse du Capitole dans la ville de Bichkek, au Kirghizstan, le 7 avril 2010. Le Capitole, gravement endommagé, est resté sans surveillance pendant plusieurs heures dans la matinée du 8 avril.

La révolution kirghize de 2010 désigne l'ensemble des événements ayant entraîné la chute du président Kourmanbek Bakiev et de son gouvernement, le 7 avril 2010 au Kirghizistan, ainsi que les manifestations, violences et autres crises politiques qui ont suivi.

## Contexte

### Contexte ancien
Devenue indépendante en 1991, la Kirghizie tombe sous la houlette d'Askar Akaïev, premier président, en place depuis 1990, un an avant la chute de l'URSS. Ses dérives autoritaires, des accusations de corruption et une mauvaise situation économique cristallisent une opposition tandis que des résultats électoraux truqués entraînent des émeutes et sa chute en 2005.
Arrivé au pouvoir le 24 mars 2005, Kourmanbek Bakiev est considéré comme pouvant effectuer le changement démocratique tant espéré, mais souffre du handicap d'une opposition désunie (cas différent de l'Ukraine en 2004 ou de la Géorgie en 2003) qui comprend de nombreux dirigeants comme Felix Koulov ou Roza Otounbaïeva.

### Contexte récent
Très rapidement, les accusations portées contre son prédécesseur le sont aussi contre le président Bakiev. Plusieurs émeutes, mutineries de prison, assassinats politiques le discréditent auprès de l'opinion publique, lassée de son régime et souffrant de la pauvreté. Une annonce d'augmentation du tarif des services publics entraîne un mouvement de révolte.

## Événements
Le mercredi 7 avril 2010, des milliers de manifestants descendent dans les rues et se battent contre les forces de l'ordre, qui finissent par être débordées. Les opposants investissent les bâtiments gouvernementaux, dont la Maison Blanche kirghize, le palais présidentiel du pays. Le parlement est également pris d'assaut.
Les affrontements avec les forces de l'ordre font entre 75 et 100 morts et un millier de blessés.
Il faut plus d'une semaine, pendant laquelle le pays sombre dans la confusion, pour que Bakiev démissionne.
Le 5 août 2010 des manifestations ont lieu à Novo-Pokrovaka, près de Bichkek, et la police tente de disperser les partisans de l'homme d'affaires Ourmat Baryktabassov.

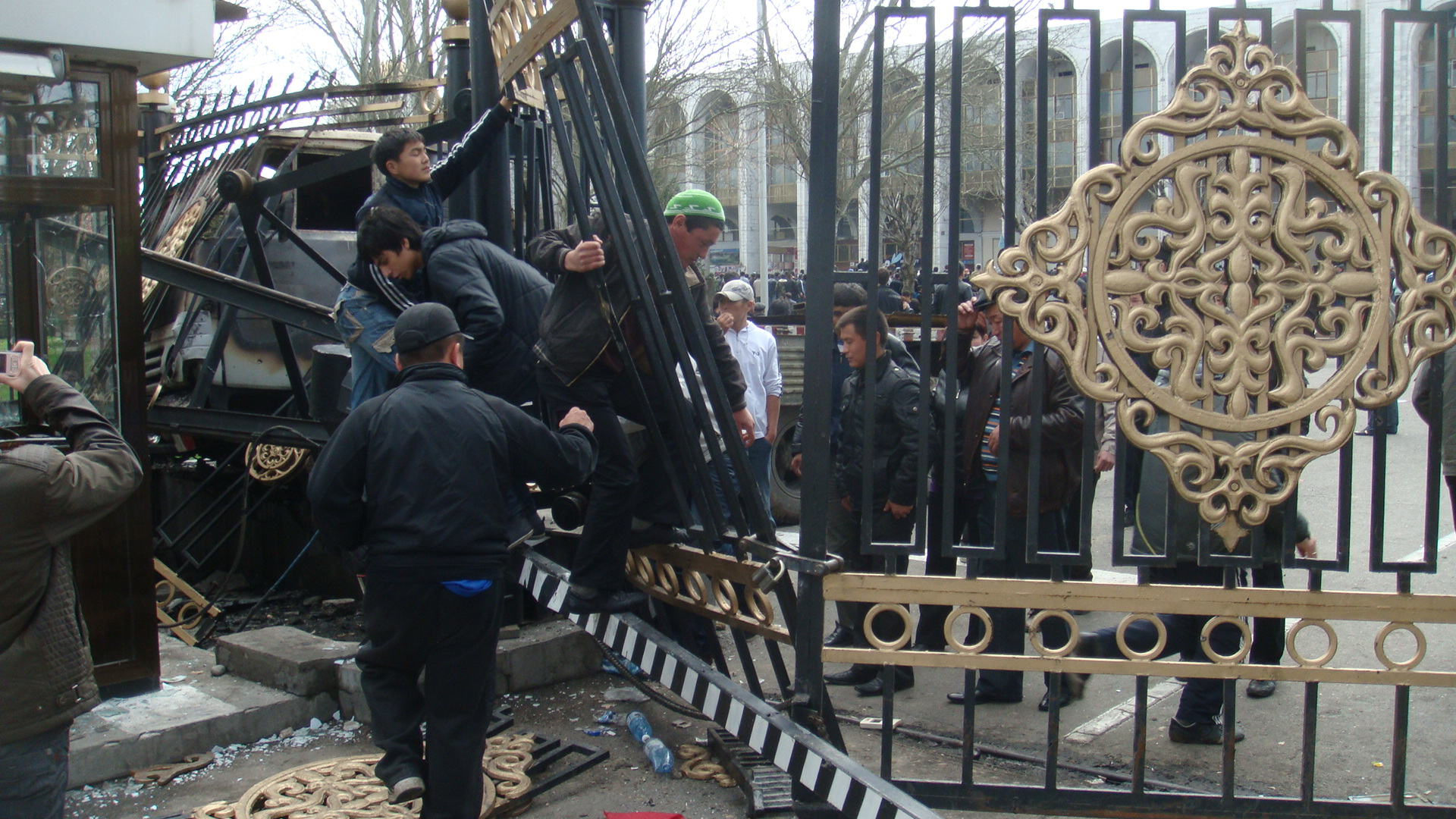
Les opposants entrant dans la cour du palais présidentiel kirghize.
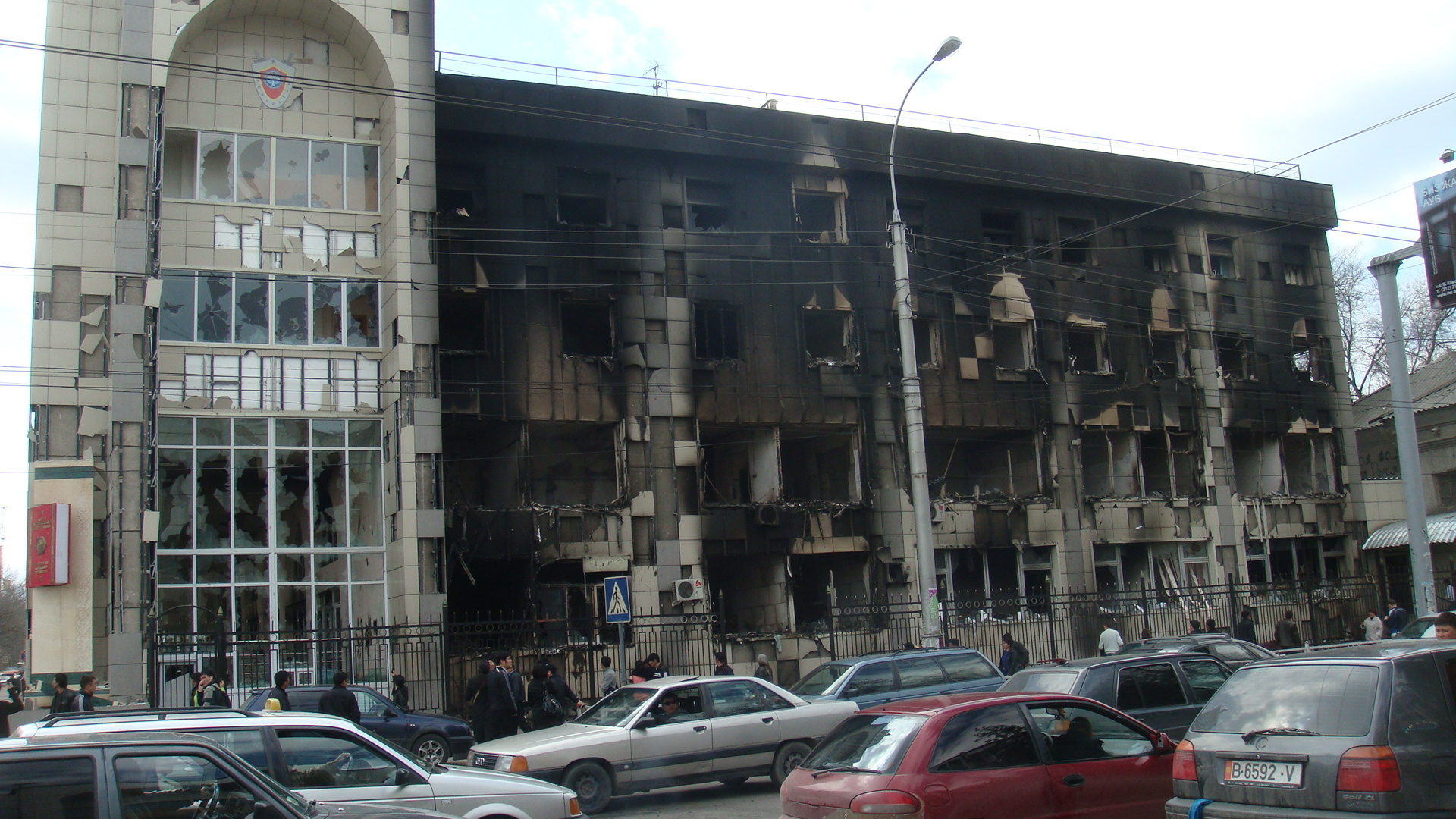
Le bureau du procureur, brûlé également pendant les émeutes.
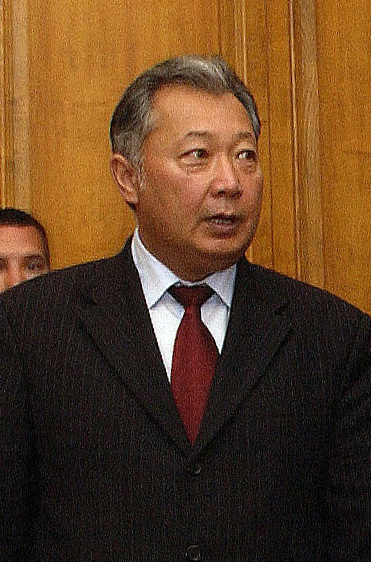
Le président déchu, Kourmanbek Bakiev.

## Réactions internationales
États-Unis : les États-Unis, dans un communiqué lancé depuis Prague où le président Barack Obama était en déplacement pour la signature du nouveau traité de non-prolifération États-Unis-Russie START, ont réprouvé l'usage de la force et ont appelé au calme, du fait de la présence d'une de leurs bases militaires sur le territoire, maillon important de leurs opérations en Afghanistan,.
 République populaire de Chine : la Chine, pays voisin du Kirghizistan, s'est dite très préoccupée par les événements du pays, et appelait au calme le plus rapidement possible, pour la sécurité régionale.
 Union européenne : l'Europe a elle annoncé la proposition d'une aide humanitaire au gouvernement provisoire de 3 millions d'euros. L'Union européenne a surtout salué le retour au calme et la « nouvelle phase pour ce pays », tout en appelant au dialogue entre les partis.
 Inde : étant un « pays ami d'Asie centrale », l'Inde espère que la paix et la stabilité reviennent au plus vite dans la République kirghize, et qu'une solution soit trouvée.
 Russie : la Russie, suspectée par une certaine presse d'être à l'origine du soulèvement ou de vouloir en tirer parti, est cependant la première à proposer une aide au gouvernement provisoire et déploie 150 parachutistes en renfort sur la base qu'elle possède. Selon le président Dmitri Medvedev, le Kirghizistan pourrait être au bord de la guerre civile, compte tenu des différences de peuple entre le Nord et le Sud. « Le risque de voir le Kirghizstan se scinder en deux parties, le Nord et le Sud, existe réellement (…). Le Kirghizstan se trouve actuellement au seuil d'une guerre civile. Ainsi, toutes les forces existantes dans ce pays doivent prendre conscience de leur responsabilité devant la nation, le peuple et les destinées de l'État kirghizes » déclare-t-il. La Russie débloque par ailleurs une aide de 150 millions de dollars au Kirghizistan.
 Ouzbékistan : le pays a fermé ses frontières avec le Kirghizistan, en attendant que le calme revienne, selon le président Islam Karimov.
 Allemagne : le ministre des Affaires étrangères Guido Westerwelle se dit choqué par le nombre de morts et de blessés, et espère un retour aussi tôt que possible à la démocratie et à la sécurité.
 Biélorussie : le pays dénonce « un coup d'État anticonstitutionnel », selon le président Alexandre Loukachenko. « Pour une raison inconnue, aucun d'eux n'a dit qu'il s'agissait d'un coup d'État » note le président. Loukachenko est régulièrement accusé lui-même par les organisations des droits de l'homme de faire de son pays une dictature. Le 20 avril, Loukachenko annonce donner l'asile politique au président déchu ainsi qu'à sa femme et à ses deux enfants.

## Violences dejuin 2010
Faisant suite à la révolution proprement dite, des violences interethniques éclatent dans le pays. Début juin 2010, des tensions ont lieu entre les habitants kirghizes du village de Sogment (Kirghizstan) et les habitants ouzbeks du village d'Hushyar (Ouzbékistan, enclavé au Kirghizistan). Le jeudi 10 juin, des groupes kirghizes affrontent des groupes de population d'origine ouzbèke, principalement et initialement à Och, deuxième ville du pays et capitale de la province d'Och, puis à Djalalabad, capitale de la province de Jalal-Abad, toutes deux situées à la frontière ouzbèke, amenant le gouvernement intérimaire kirghize à décréter l'état d'urgence pour ces deux provinces (le pays compte en tout sept provinces plus une zone particulière correspondant à la capitale, Bichkek).
Les mots de « guerre civile » sont même évoqués par certains membres du gouvernement, notamment par Azimbek Beknazarov (ru), le ministre de la Justice, et par des commentateurs politiques, kirghizes et internationaux. Le gouvernement dénonce une tentative des pro-Bakiev, qui était originaire du Sud, de déstabiliser le nouveau pouvoir en place. Un ordre de mobilisation partielle a même été pris, autorisant aussi les forces de l'ordre à tirer sans sommation dans les deux provinces pour lesquelles l'état d'urgence a été décrété et demandant aux retraités de l'armée et de la police de venir en renfort dans la province d'Och. Ce regain de violence arrive alors qu'un référendum pour l'adoption de la nouvelle Constitution doit se tenir le 27 juin.

### Bilan matériel et analyses des destructions
Le bilan matériel des violences a été dressé par le programme satellitaire des Nations unies (UNOSAT). Selon son analyse, 1 877 bâtiments ont été abimés à Och (1 805 totalement et 72 sévèrement). Et 433 bâtiments ont été touchés à Bazar-Kourgan (401 totalement et 32 gravement).
On observe ainsi à Och un axe de destruction est-ouest passant par le centre-ville. « Il y a une série de destructions sur sept zones majeures, avec des frontières bien définies entre zones touchées et celles qui ne le sont pas. La moitié (52 %) des bâtiments touchés identifiés sont situés dans une des six zones ». À Bazar-Kourgan, les dommages sont concentrés dans le Centre et le Nord-Est de la ville, sur quatre zones essentiellement. Près de trois quarts (72 %) des bâtiments touchés identifiés figurent dans deux zones.
Dans les deux cas, le mode de destruction le plus répandu a été l'incendie volontaire, ce qui suggère que la majorité des destructions de bâtiments a probablement eu lieu à la suite des incendies de l'après-midi détectés les 12 et 13 juin 2010. Une grande majorité des bâtiments touchés étaient directement accessibles à partir des routes, ce qui suggère que les incendies ont été perpétrées par des individus ou des groupes qui ont restreint leurs mouvements aux principaux axes de transport.
Dans la plupart des cas, les bâtiments touchés servaient à l'habitation ou étaient situés dans des quartiers résidentiels. Il y a quelques cas de destructions ou de dommages à des entrepôts industriels ou des installations commerciales et publiques. Aucun dommage n'a été observé au réseau de transport ou d'autres sites-clefs pour l'infrastructure de la ville.